# Walihan Sailike
Walihan Sailike (kinesiska: 瓦里汗赛里克), född 3 mars 1992, är en kinesisk brottare som tävlar i grekisk-romersk stil.

## Karriär
Walihan tävlade för Kina vid olympiska sommarspelen 2020 i Tokyo, där han tog brons i 60 kg-klassen.